# Estibiopaladinita
La estibiopaladinita es un mineral de la clase de los minerales sulfuros, y dentro de esta pertenece al llamado “grupo de la arsenopaladinita”. Fue descubierta en 1927 en una mina del complejo ígneo de Bushveld, en la provincia de Limpopo (Sudáfrica), siendo nombrada así por su composición: stibium -en latín antimonio- y paladio. Sinónimos poco usados son: eugenesita o alopaladio.

## Características químicas
Es un antimoniuro simple de paladio.
Además de los elementos de su fórmula, suele llevar como impurezas: cobre, estaño y arsénico.

## Formación y yacimientos
Es un constituyente raro en los yacimientos de minerales del paladio.
Suele encontrarse asociado a otros minerales como: braggita, cooperita, mertieíta-II, sperrylita, aleaciones multimetálicas, genkinita, platarsita, cromita, calcopirita, pentlandita, pirrotita, geversita, oro o violarita.